# ГАЕС Кьоґоку
ГАЕС Кьоґоку (яп. 京極発電所, Кьо:ґоку хацуденшьо, Гепберн: Kyōgoku hatsudensho) — гідроакумулювальна електростанція в Японії на острові Хоккайдо.
Нижній резервуар станції створили на річці Пепенай, правій притоці Шірібецу, яка впадає до Японського моря за вісім десятків кілометрів на південний захід від Саппоро. Для цього звели кам'яно-накидну греблю висотою 54 метри та довжиною 333 метри, яка потребувала 1,3 млн м3 матеріалу. Вона утримує водосховище з площею поверхні 0,36 км2 та об'ємом 5,5 млн м3, з яких 4,1 млн м3 відносяться до корисного об'єму. Штучний верхній резервуар спорудили на висотах правобережжя Пепенай.
Резервуари та машинний зал з'єднують тунелі та напірний трубопровід загальною довжиною біля 3 км. В 2014—2015 роках у залі ввели в експлуатацію дві оборотні турбіни типу Френсіс потужністю по 200 МВт, які використовують напір у 369 метрів. У другій половині 2020-х на станції заплановане встановлення ще однієї такої турбіни.